# Mitiță Constantinescu
Mitiță Constantinescu (nume oficial Dumitru Constantinescu; n 20 octombrie 1890, București – d. 20 septembrie 1946) a fost un economist român și politician liberal, ministru de finanțe al României între anii 1939-1940 din partea partidului unic Frontul Renașterii Naționale, guvernator al Băncii Naționale a României, în perioada 23 septembrie 1935-17 septembrie 1940. Mitiță Constantinescu a fost adept al industrializării și economiei planificate.

## Biografie
În 1918 este numit șef de cabinet în Ministerul de Industrie și Comerț. În perioada 1922-1926 a fost secretar general la Ministerul de Agricultură și Domenii, iar în anii 1927-1933 este deputat de Hunedoara al PNL. Pe lângă numeroase alte funcții, în perioada 1935-1940, a fost Guvernator al Băncii Naționale; a organizat, coordonat și condus o serie de comisii de cercetări în domeniile economic și financiar, a înființat un sistem de documentare și informare bine fundamentat care monitoriza noutațile economice și financiare care apăreau în viața economică internă și internațională. Numirea sa ca ministru de finanțe, la 3 februarie 1939, coincide cu introducerea numelui său în "Biographical Encyclopedia of the World".
A fost membru de onoare al Academiei de Științe din România începând cu 28 mai 1938.
În ianuarie 1946, sub conducerea lui Mitiță Constantinescu, s-a constituit Partidul Național Popular, partid ce se auto-intitula progresist, aflat sub controlul comuniștilor prin Blocul Partidelor Democrate. A fost autorul scrierii Continentul U.R.S.S. (Sinteză Geo-Economică), carte unde elogiază Stalinisimul și Uniunea Sovietică.

## Teoria economică
Studiile și concepțiile lui Mitiță Constantinescu s-au axat pe problema dezechilibrelor economiei românești, propunând o serie de soluții de natură tehnocratic-dirijistă. A elaborat teoria economică a dublei industrializări care, în viziunea sa, se referea la producția industrială de bunuri pentru înlocuirea importurilor și pentru crearea produselor destinate exportului. Potrivit concepției lui Constantinescu, planul de refacere economică a României în perioada interbelică cuprindea două secțiuni: Planul politicii comerciale externe și Planul de reorganizare a producției naționale. El susține ideea industrializării și elaborează un program de anvergură destinat creării unui complex industrial național, menit să corecteze anomaliile de structură și să țină seama de interesele majore ale țării. În condițiile concret istorice în care evolua economia mondială și cea românească în perioada interbelică, M. Constantinescu susține, ca de altfel toți promotorii industrializării țării, politica protecționistă.
Principalele lucrări
• Evoluția proprietății rurale și reforma agrară în România
Studiul analizează problema agrară din România și efectele reformei din anul 1921. Autorul plasează problema agrară în prim-planul evoluției economice și sociale a României, în contextul în care agricultura era sectorul dominant al economiei naționale. Mitiță Constantinescu explică necesitatea restructurării sistemului agrar românesc, prin evidențierea fenomenelor, a contradicțiilor și a dezechilibrelor existente în domeniul proprietății și producției agricole, analizând efectele lor negative, cu repercusiuni asupra întregii economii naționale.
• Contribuțiuni la problema materiilor prime în România
Din perspectiva funcțiilor de ministru al finanțelor și guvernator al Băncii Naționale, Mitiță Constantinescu coordonează elaborarea lucrării referitoare la materiile prime în România, structurată în șase volume, pe care a și prefațat-o (1939-1941). Analizând structura și mecanismul de funcționare al economiei românești din perioada interbelică, în contextul evoluției economiei mondiale, economistul semnalează pentru prima dată necesitatea abordării problemei aprovizionării țării cu materii prime. Lucrarea este considerată un model de abordare a materiilor prime, un prețios material documentar și informativ asupra posibilităților economiei românești. (Axenciuc Victor, Opera lui Mitiță Constantinescu – Workshop, Institutul de Economie Mondială, 7 mai 2008)
Domeniile abordate în lucrare sunt: Problema lemnului și valorificarea chimică a lemnului; Petrolul. Coloranții. Cauciucul. Masele plastice și rășinile naturale; Antimoniul. Cuprul. Magneziul. Mercurul; metalele feroase; Cromul, Manganul, Nichelul; Bumbac. Lână. Mătase naturală. Fibre textile sintetice.
În prefața lucrării, Mitiță Constantinescu relevă integrarea României în economia mondială și consecințele asupra economiei naționale în perioade de criză:
România integrată, în chip armonic, în activitatea economică internațională, prin schimbul de mărfuri cu celelalte țări, precum și prin dezvoltarea factorilor săi interni de producțiune, a trebuit să înregistreze și ea evoluția problemei materiilor prime și să resimtă, cu toate vicisitudinile, dificultățile și importanța ei mereu crescândă." (Mitiță Constantinescu, Cuvânt înainte la Contribuțiuni la problema materiilor prime în România, București, Ed.Tiparul Românesc, 1939, vol. I, p. 6-7).
• Politica economică aplicată
Aceasta este cea mai importantă lucrare cu caracter economic a lui M. Constantinescu, în care expune constatările și acțiunile sale în problemele economice ale României, într-o perioadă de mari frământări interne și internaționale (1930-1940).
Lucrarea de 1200 pagini este structurată în 3 volume: volumul 1 se referă la schimburile externe, monedă și prețuri, volumul 2 tratează problemele producției agricole, economiei rurale și cooperația, iar volumul 3 se ocupă de producția industrială, muncă, comerț și credit. Cele trei volume au fost concepute și publicate laolaltă, ca un singur tot, căci ele exprimă o unitate de evoluție, de gândire, de politică economică, ce lega și sincroniza, între ele, sectoarele economiei naționale,..., într-un ansamblu organic. (Viața și opera lui Mitiță Constantinescu, BNR, Colecția Restitutio, nr.4/2004, p. 4)
Politica economică gândită de M. Constantinescu pentru România propunea seturi de soluții adaptate realităților interne și tendințelor internaționale, fiind dezvoltată în jurul a șase imperative considerate primordiale: 1. dubla industrializare și crearea complexului industrial național; 2. îmbunătățirea producției agricole; 3. controlul asupra importurilor; 4. creșterea importului de materii prime, semifabricate, produse necesare apărării și producției naționale civile; 5. organizarea exportului și ameliorarea orientării sale geografice; 6. realizarea unei politici economice unitare pentru toate sectoarele interdependente ale economiei. În termeni actuali, autorul identifică de fapt niște eșecuri de piață, care și în prezent, în optica neoliberalilor moderați ai secolului 21 sunt considerate situații în care intervenția statului în economie e justificată și acceptabilă.
Primul volum al lucrării tratează pe larg realitățile comerțului exterior românesc, în care se remarcă faptul că, exportând ieftin produse de bază foarte sensibile la fluctuațiile prețurilor internaționale și importând scump, România își epuizează resursele naturale irosindu-le, în timp ce moneda națională e în continuă depreciere, iar costul vieții se menține mai ridicat decât în alte țări. De aceea, în partea a doua a primului volum se prezintă un program de măsuri dirijiste de politică comercială vizând eficientizarea comerțului exterior românesc. În privința politicii comerțului exterior, referindu-se la import, Mitiță Constantinescu propune reducerea influxului de produse manufacturate destinate consumului individual, în favoarea celui de mărfuri de interes pentru dezvoltarea economică, urmând ca alte necesități interne de produse industriale să fie satisfăcute din producția românească. Pentru ca această politică să poată da roade, Mitiță Constantinescu propune aplicarea in paralel a unor politici de reorganizare a producției agricole și industriale, menite să corecteze dezechilibrul din economia națională, precum și a unor măsuri de finanțare a exportului și de control al formării prețurilor interne la produsele pentru export.
În ceea ce privește agricultura, Mitiță Constantinescu consideră că, în etapele inițiale ale reorganizării sectorului, statului îi revenea rolul primordial în redresarea economiei rurale aflată în criză. De asemenea, autorul susține necesitatea asocierii benevole a micilor proprietari de terenuri pentru crearea unor suprafețe mari, care să permită folosirea mai eficientă, în comun, a mijloacelor economice, tehnologice și financiare disponibile, astfel încât să devină posibilă înlocuirea producției individuale primitive și de calitate scăzută, cu cea desfășurată în colectiv, cu metode evoluate, ce permit recolte mai mari și de calitate superioară. Odată ce unitățile agricole își dobândeau autonomia materială și funcțională, urmare a acestor măsuri intervenționiste, statul urma a se retrage într-o poziție mai puțin activă, de supraveghere tutelară. O altă soluție propusă de Mitiță Constantinescu este cooperația, considerând-oaproape unica soluțiune de sprijin a micului plugar și de ridicare a economiei rurale. [Viața și opera lui Mitițǎ Constantinescu, BNR, Colecția Restitutio, nr.4/2004, pag.17]
Cooperația ocupă un spațiu larg în volumul al doilea al lucrării în care se expune un program de reformă în trei etape, elaborat pe baza unor anchete și studii anterioare, ce i-au permis cunoașterea exactă a situației sectorului. În volumul 3 al lucrării analizate, autorul face o pledoarie pentru industrializarea țării și promovează o politică protecționistă bazată pe subvenție indirectă de export acordată de stat care asigură prețuri scăzute și competitivitate.
• Valoarea adăugată
/…/ foarte bine documentat și cu o viziune largă s-a manifestat Mitiță Constantinescu, care nu numai că va susține ideea industrializării, dar va și afirma cu tărie teza potrivit căreia România trebuie să devină o țară de complex industrial/.../ [N.N. Constantinescu, Istoria gândirii economice românești. Studii, București, Editura Economică, 1999, p. 81-82]
Pledoaria lui Mitiță Constantinescu pentru industrializarea României era justificată și de contextul economic internațional în care majoritatea țărilor agricole susțineau acțiuni de industrializare. Mitiță Constantinescu a atras atenția că
/ ..../ trebuie de avut în vedere și piața externă, unde va putea să pătrundă și industria românească, datorită condițiilor avantajoase de care dispune. [Mihai Todosia, Doctrine economice contemporane, Iași, Editura Junimea, 1978, p. 256.] 

## Volume publicate
- L'évolution de la propriété rurale et la réforme agraire en Roumanie (Evoluția proprietății rurale și reforma agrară din Romania), Editura Cultura Națională, București, 1925
- Contribuțiuni la problema materiilor prime în România, București, Editura Tiparul Românesc, 1939
- Politica economică aplicată, vol. I, II, III, Ed. Tiparul românesc, București, 1943
- Continentul U.R.S.S, București, Imprimeriile „Independența”, 1944

## In memoriam
În 1939, cu ocazia instalării lui Mitiță Constantinescu în funcția de Ministru al Economiei Naționale, la acel moment el fiind Guvernator al Băncii Naționale, a fost lansată o plachetă jubiliară din bronz patinat, 9,3 × 6 cm, sculptată de Emil Wilhelm Becker.